# Thao and the Get Down Stay Down
Thao and the Get Down Stay Down est un groupe de rock indépendant américain, originaire de Falls Church, en Virginie. Le groupe est désormais basé à San Francisco, en Californie, et à l'origine composé de Thao Nguyen au chant et à la guitare, Adam Thompson à la basse et Willis Thompson à la batterie.

## Biographie
Thao Nguyen fait la rencontre du batteur Willis Thompson pendant ses études de sociologie au College of William & Mary,,. Willis Thompson était membre de Camp Tigerclaw, Acousticore, et Murphy's Kids. Il contribuait aussi au sein du groupe The Light Footwork. Thao Nguyen et Willis Thompson font la rencontre d'Adam Thompson (sans lien) pendant un concert au Harrison Street Coffee Shop de Richmond. À cette période, Adam Thompson joue comme one man band sous le nom de The OK Bird. Frank Stewart, membre des groupes Durian et Verbal, produira leur premier album, Like the Linen, en 2005 et se joint au groupe comme guitariste. Même si Willis et Nguyen jouaient à l'origine que tous les deux en tournée, les quatre membres tournent ensemble comme groupe au complet à la tournée Sound the Hare Heard des Kill Rock Stars en été 2006. Le nom du groupe a été suggéré par le bassiste du groupe. Nguyen voudra y ajouter The Get Down Stay Down.
Après avoir envoyé Like the Linen à Laura Veirs, Thao peut désormais contacter Tucker Martine, batteur de Veirs et producteur pour The Decemberists et Sufjan Stevens. En août 2006, le groupe commence à enregistrer avec Martine à Seattle, et publie l'album We Brave Bee Stings and All, en janvier 2008. Thao Nguyen a depuis emménagé à San Francisco, en Californie. Le groupe tourne en 2008 avec Xiu Xiu, et séparément avec Rilo Kiley avant d'effectuer leur tournée entête d'affiche ce même été. Thao and the Get Down Stay Down publie un deuxième album, Know Better Learn Faster, le 13 octobre 2009. Thao est rejoint par Andrew Bird sur le morceau-titre. Le groupe tourne aux États-Unis avec Portland Cello Project et David Shultz and the Skyline à la fin 2009, et passe du temps en Europe entre hiver 2009 et printemps 2010.
Au début de 2010, Nguyen collabore avec Mirah. Le morceau When We Swam du groupe devient le générique de l'émission australienne en prime-time Offspring en 2010.
Le groupe compose également la bande son du film American Teacher, sorti en 2011.
Le 25 octobre 2012, Ribbon Music annonce la signature de Nguyen au label pour la sortie d'un nouvel album du groupe, We the Common et publie un premier single, Holy Roller, sur YouTube,. L'album, publié le 5 février 2013,, comprend 12 morceaux dont une collaboration avec Joanna Newsom sur Kindness Be Conceived,,. En soutien à l'album, Thao and the Get Down Stay Down participent à divers festivals comme le South by Southwest (2013) et le Outside Lands Music and Arts Festival,. En novembre 2013, le groupe publie aussi un EP, The Feeling Kind, qui comprend des reprises de morceaux d'artistes comme Melanie, the Troggs, et Yo La Tengo.
Thao and the Get Down Stay Down publient leur quatrième album, A Man Alive, le 4 mars 2016. L'album est produit par Merrill Garbus, qui a aussi produit l'album collaboratif de Thao et Mirah, Thao + Mirah.

## Membres

### Membres actuels
- Thao Nguyen – chant, guitare, banjo, piano (depuis 2003)
- Adam Thompson – basse, piano, guitare (depuis 2003)
- Charlie Glenn – guitare, piano (depuis 2010)
- Jason Slota – batterie (depuis 2010)
- Johanna Kunin – piano, chœurs (depuis 2014)

### Anciens membres
- Willis Thompson – batterie (2003–2010)
- Frank Stewart – guitare, piano (2005–2008)
- Lisa Schonberg – batterie

## Discographie

### Albums studio
- 2005 : Like the Linen
- 2006 : Daytrotter Sessions
- 2008 : We Brave Bee Stings and All
- 2009 : Know Better Learn Faster
- 2013 : We The Common
- 2016 : A Man Alive
- 2020 : Temple

### Singles
- 2005 : Bag of Hammers tiré de We Brave Bee Stings and All
- 2006 : Know Better Learn Faster tiré de Know Better Learn Faster
- 2013 : Holy Roller, tiré de We the Common
- 2013 : The Feeling Kind, tiré de We the Common
- 2016 : An Astonished Man, tiré de A Man Alive

### Collaborations
- 2009 : Thao/The Thermals Record Store Day Split 7" (EP split avec the Thermals)
- 2009 : The Thao and Justin Power Sessions (avec The Portland Cello Project)
- 2011 : Thao + Mirah (avec Mirah)